# 王鼎盛
王鼎盛（1940年— ），男，重庆南川人，中国物理学家，中国科学院物理研究所研究员，中国科学院院士。

## 生平
1962年毕业于北京大学物理系，1966年中国科学院物理研究所研究生毕业。2005年当选为中国科学院院士。